# Electric Boat

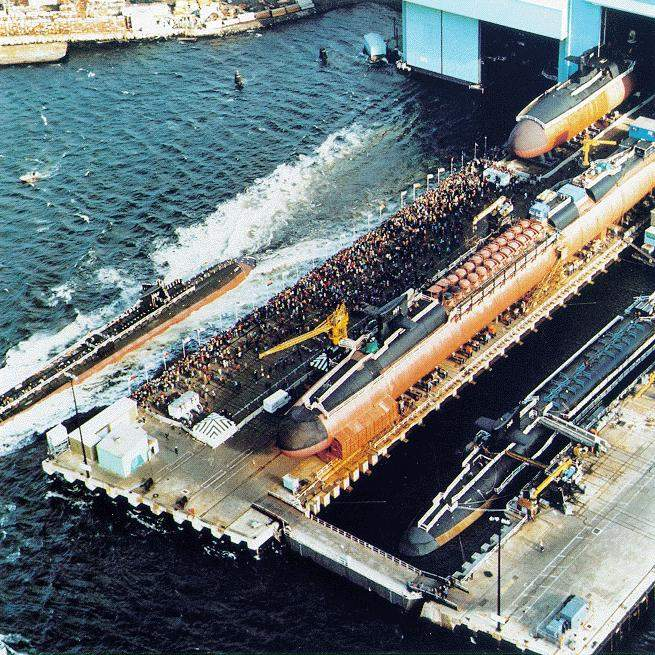
Спуск на воду USS Phoenix (SSN-702), 8 грудня 1979 року. Справа (в доку) USS Ohio (SSBN-726), в центрі USS Michigan (SSBN-727). У воріт елінга і USS Florida (SSBN-728) на ходу.

Electric Boat — американська корабельня, кораблебудівний підрозділ корпорації General Dynamics, що протягом 100 років є провідним підприємством з будівництва підводних човнів для Військово-морських сил США. З 1960-х років, поряд з Newport News, — один з двох головних підрядників. Доки знаходяться в місті Гротон, штат Коннектикут, а виготовлення секцій корпусу і оснащення їх обладнанням відбувається на заводі в Quonset Point (штат Род-Айленд).

## Історія компанії[1]

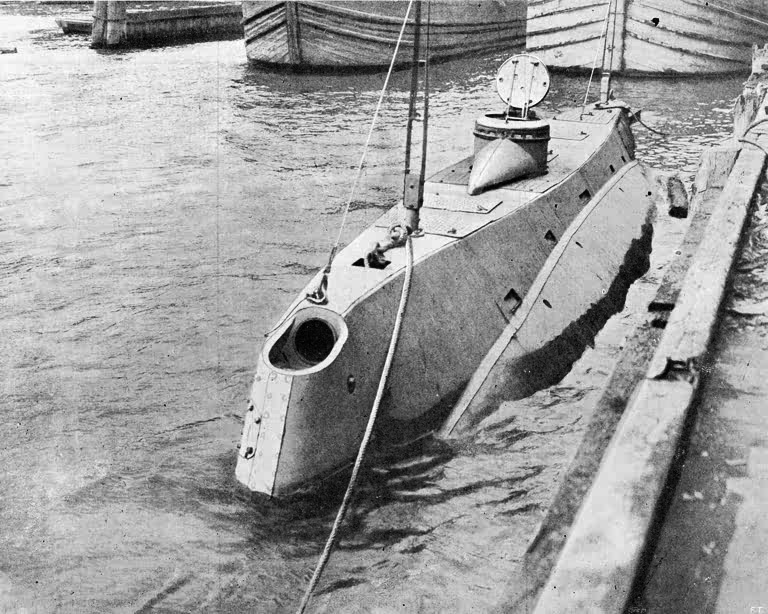
Перший підводний човен підприємства Голланд, проект 1898 року

Electric Boat Company була заснована в 1899 у Ісааком Райсом. Компанія була створена для будівництва підводного човна конструкції Джона Філіпа Голланда. Розробка підводного човна була проведена на верфі Lewis Nixon's Crescent в місті Елізабет (штат Нью-Джерсі). Першої підводним човном побудованим на цій верфі став човен «Голанд», який увійшов в історію як USS Holland (SS-1). Це був перший підводний човен, що був переданий флоту 11 квітня 1900 року. Конструкцією підводного човна Джона Голланда зацікавилися флоти багатьох інших країн. У числі країн придбали в «Electric Boat Company» ліцензію на будівництво човнів були такі країни як Велика Британія, Японія, Росія і Нідерланди.
Під час Першої світової війни компанія побудувала 85 підводних човнів і 722 катери-мисливці за підводними човнами для американського флоту. Після війни компанія не будувала субмарини аж до 1934 року.
У другу світову війну, підприємством було побудовано 74 підводних човни. Компанія була перейменована в корпорацію General Dynamics в 1952 році. Після придбання фірми «Convair» в 1953 році холдинг залишив за собою назву General Dynamics. А верф знову стала називатися Electric Boat.
На верфі був побудований перший атомний підводний човен ВМС США «Наутілус» і перший підводний човен з балістичними ракетами «Джордж Вашингтон».
У роки холодної війни в компанії працювало 25 000 чоловік. Одночасно будувалися до 15 атомних човнів. Проводилася побудова підводних човнів типів «Огайо», «Лос-Анджелес», «Сівулф». На верфі в Гротоні працюють 7 500 осіб, серед яких більшість є інженери і конструктори, як робітників. Ще 2000 осіб зайнято на майданчику в Quonset Point. Загальне число службовців компанії — 10 500.
З 2004 року на верфі проводиться побудова підводних човнів Вірджинія.